# Philodromus pentheri
Philodromus pentheri es una especie de araña cangrejo del género Philodromus, familia Philodromidae. Fue descrita científicamente por Muster en 2009.

## Distribución
Esta especie se encuentra en Albania y Azerbaiyán.